# NGC 1025
NGC 1025 je galaksija u zviježđu Sat.

## Vanjske poveznice
- SEDS: NGC 1025